# Bump Buttress
Bump Buttress (von englisch bump ‚Höcker, Huckel‘) ist ein 400 m hoher Felssporn an der Scott-Küste des ostantarktischen Viktorialands. Am nördlichen Ende der Terra Nova Bay ragt er 6 km nordnordöstlich des Cape Canwe am Browning-Pass auf.
Italienische Wissenschaftler benannten ihn 1997.